# Železniční nehoda u Santiaga de Compostela
Železniční nehoda u Santiaga de Compostela se odehrála 24. července 2013 ve 20:41 středoevropského letního času. Při havárii zemřelo 80 lidí a 144 jich bylo zraněno. Strojvůdce byl čtyři dny po nehodě obviněn ze zabití a ublížení na zdraví z nedbalosti. Hlavní příčinou nehody byla zřejmě příliš velká rychlost, s níž souprava vysokorychlostního vlaku vjela do oblouku u města Santiago de Compostela. Jednalo se o jednotku Alvia S 730 (Talgo 250 Dual), což je jedna z nejrychlejších řad na španělské železnici, předčí ji pouze jednotky AVE.
Nehoda u Santiaga je druhým nejtragičtějším vlakovým neštěstím v Evropě za posledních 20 let. Více obětí si vyžádala jen nehoda u německého města Eschede v roce 1998.

## Popis události
Podle údajů státní železniční společnosti Renfe Operadora přepravoval vlak 218 pasažérů na trase z Madridu do města Ferrol severozápadě Španělska. Vysokorychlostní úsek mezi Ourense a Santiagem de Compostela, kde se stala nehoda náleží vysokorychlostní trati (VRT) Olmedo – Zamora – Santiago de Compostela. Úsek Ourense – Santiago de Compostela měří 87 km, byl navržen pro plnohodnotný provoz na 300 km/h s možností navýšení rychlosti na 350 km/h. Na trati jsou použity dvourozchodové pražce a koleje mají zatím rozchod 1668 mm, po propojení se zbytkem vysokorychlostní sítě bude rozchod změněn na standardní. Z tohoto důvodu je maximální rychlost vlaků omezena na 220 km/h.
Maximální rychlost jednotek Alvia S 730 je na standardním rozchodu 250 km/h, na širokém 220 km/h. Před Santiagem de Compostela vysokorychlostní úsek končí a navazuje obloukovitá trať s nejvyšší dovolenou rychlostí 80 km/h. Souprava opouštěla vysokorychlostní úsek rychlostí 192 km/h, strojvůdce začal brzdit a v rychlosti 153 km/h v oblouku Grandeira vlak vykolejil.
Santiago de Compostela je velmi známým poutním místem. V době tragédie se sem lidé právě sjížděli na tradiční slavnost (25. července se slaví svátek sv. Jakuba), která byla po nehodě zrušena.

## Příčiny neštěstí
Podle prvních závěrů bylo příčinou neštěstí více než dvojnásobné překročení povolené rychlosti vlaku. Strojvůdce před nehodou telefonoval s dispečerem a podle své výpovědi se domníval, že se nachází na jiném místě trati. 

## Technické pozadí události
Vysokorychlostní trať je vybavena vlakovým zabezpečovačem ETCS Level 1, který je ještě před inkriminovaným obloukem vystřídán bodovým zabezpečovačem ASFA. Poslední balíza ETCS, která signalizuje strojvedoucímu opuštění úseku zabezpečeného ETCS, se nachází čtyři kilometry před místem nehody. Vlak projel kolem předvěsti vzdálené 4 km od místa nehody a kolem hlavního návěstidla vzdáleného 150 m od místa nehody, předvěst i návěstidlo jsou vybaveny balízami ASFA.
Zatímco instalovaný systém ETCS L1 kontroluje rychlost vlaku průběžně, u zabezpečovače ASFA tomu tak není. V současné době se používají dvě varianty ASFA. Starší zavede nouzové brzdění pouze při projetí návěstidla v poloze „stůj“, novější ASFA Digital umožňuje kontrolu rychlosti při jízdě k hlavnímu návěstidlu. Trvalá omezení rychlosti se ani u jedné z variant nesledují, takže je možné inkriminovaný úsek projet celý rychlostí do 200 km/h bez zásahu vlakového zabezpečovače.
Oproti jednotkám řady 121 a ostatním vlakům osobní dopravy, které jezdí na vysokorychlostní trati nevyužívají jednotky řady 730 traťovou část ETCS, ale pouze ASFA, která je instalována jako záložní. Avšak i kdyby vlak využil ETCS, který je v současné době na trati instalovaný, nebylo by již nutné zpomalení vlaku systémem ETCS kontrolováno.

## Postoj odborů
Španělská odborová organizace strojvůdců Semaf kritizovala tento stav, neštěstí by se mohlo zabránit, kdyby i místo nehody bylo zabezpečeno ETCS.

## Galerie

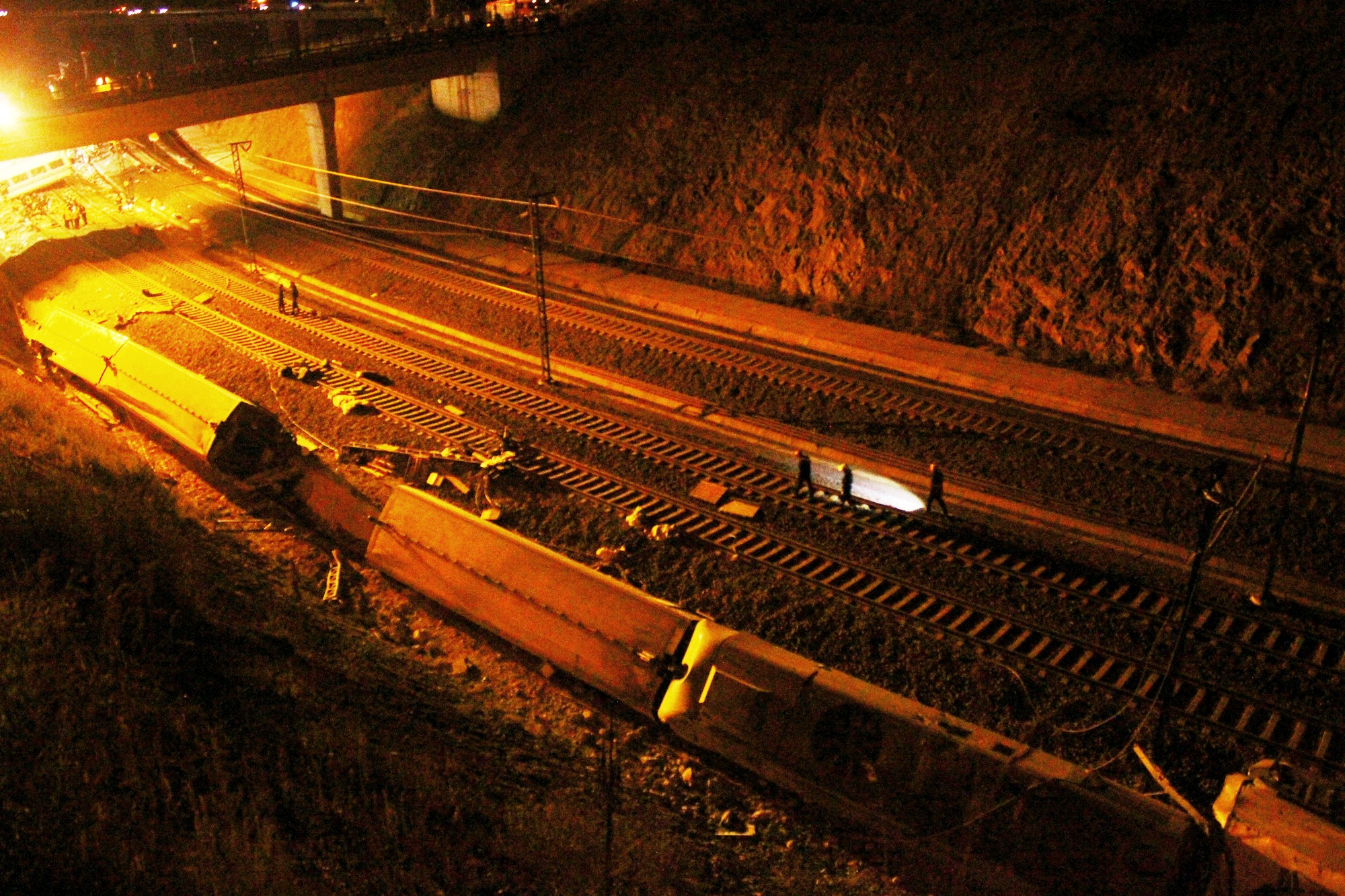
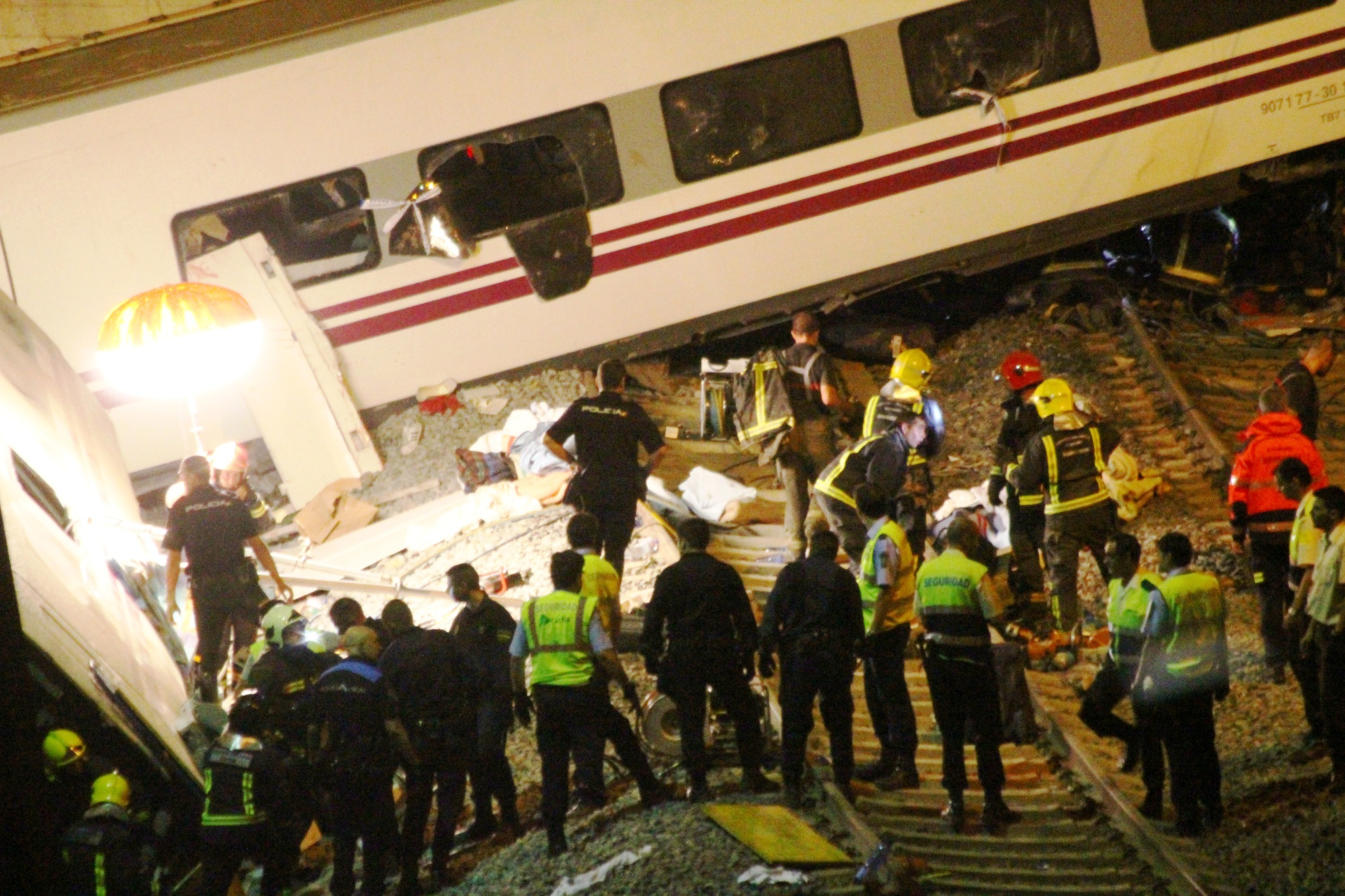
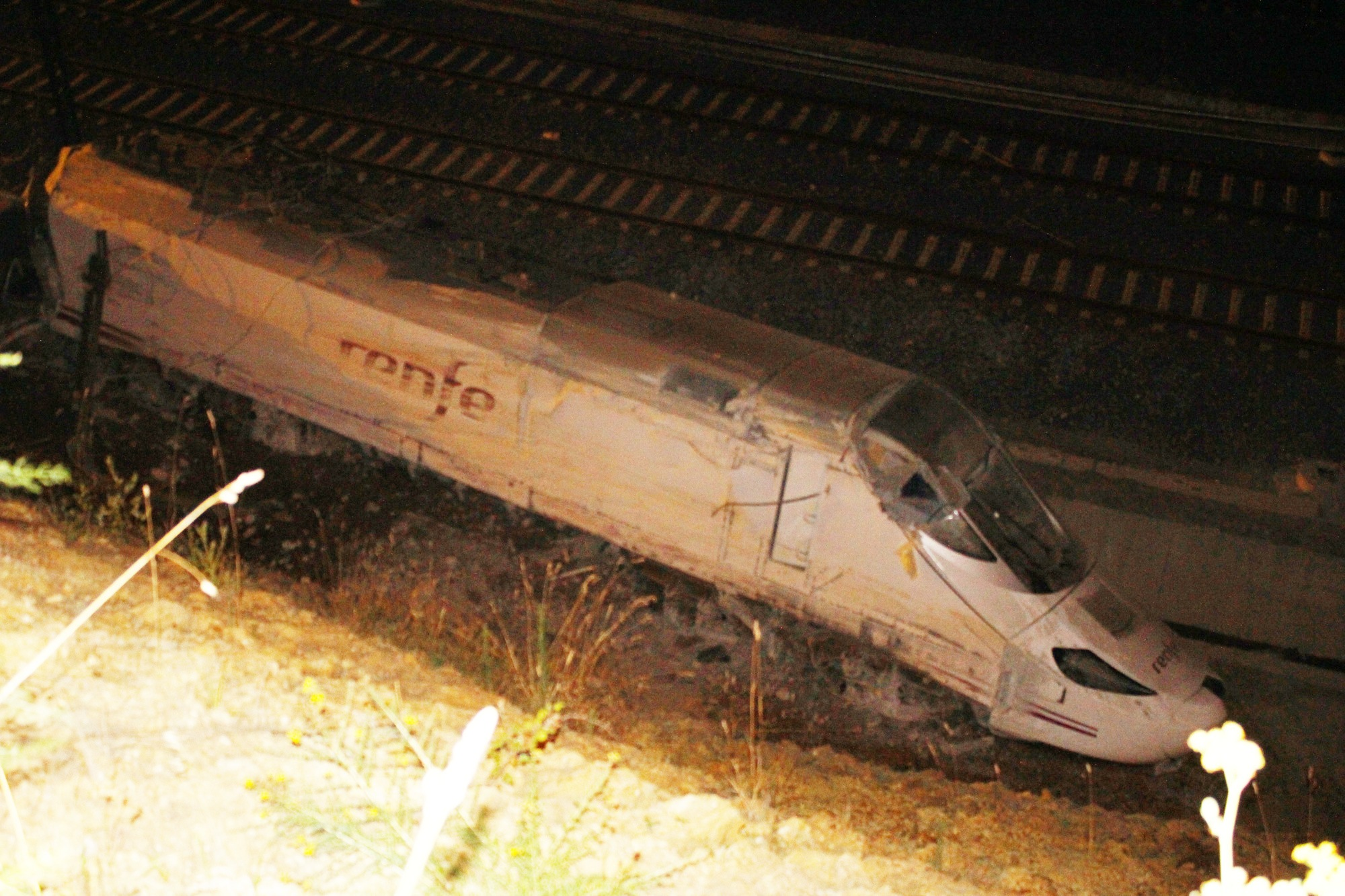
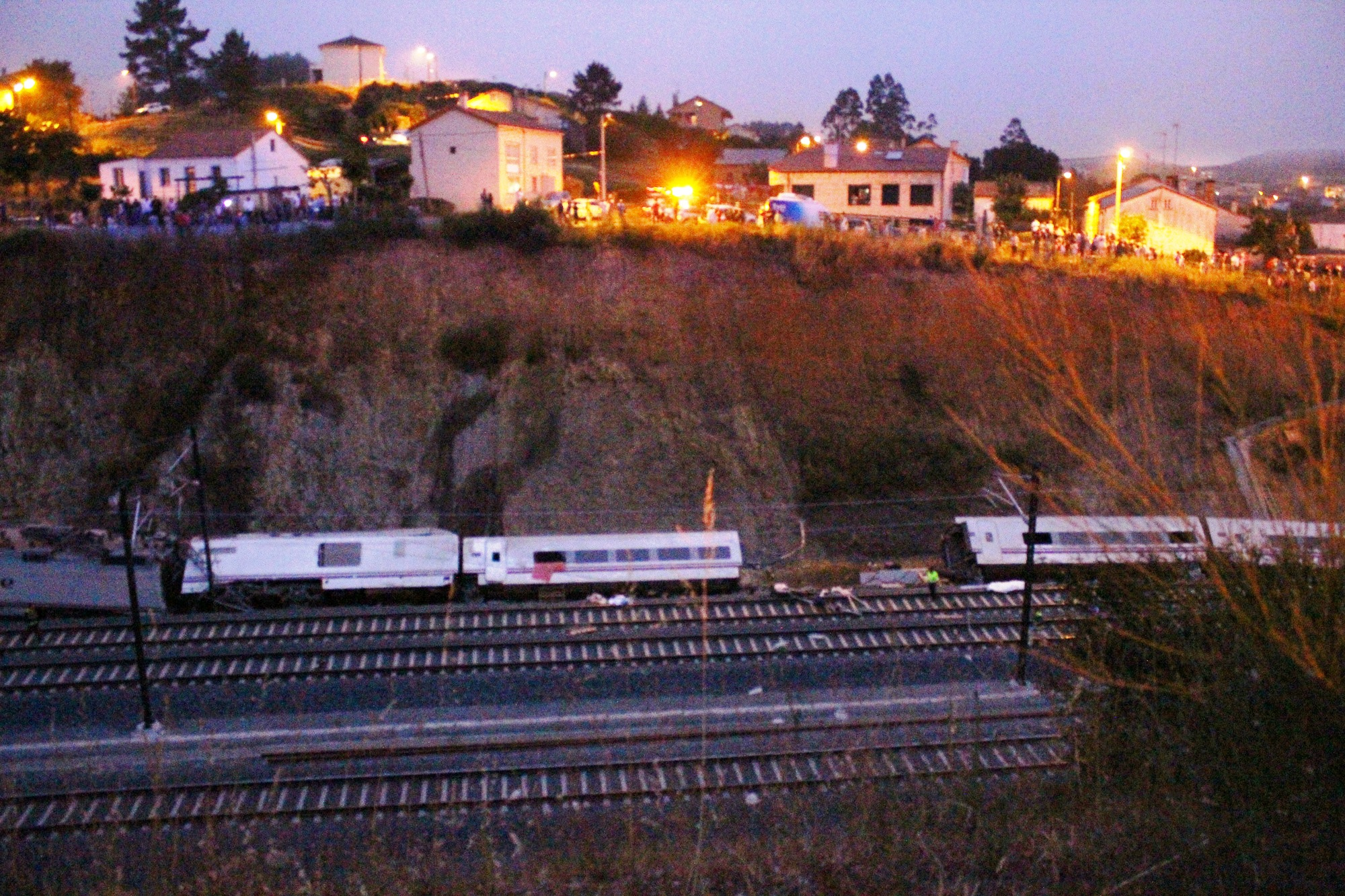

## Vyšetřování
Strojvedoucí Francisco José Garzón Amo byl po nehodě, která se udála ve středu 24. července, hospitalizován s lehčími zraněními. V pátek ještě odmítl vypovídat. V sobotu převezli strojvedoucího do vazby a v neděli 28. 7. byl vyslýchán před soudem. Vyšetřující soudce jej formálně obvinil ze zabití a ublížení na zdraví z nedbalosti a poté propustil na kauci. V srpnu rozšířil soudce obvinění i na představitele ADIF (správce železniční infrastruktury ve Španělsku).
Ve čtvrtek 5. 9. 2013 byla zveřejněna zpráva o záznamu telefonního hovoru strojvedoucího s madridským dispečerem. Strojvedoucí říkal, že se vlak převrátil a že musí být mnoho raněných. Dále mluvil o tom, že svítilo "volno" a že selhal a ještě dodal, že "chlapům od zabezpečení" říkal, že je to velmi nebezpečné a že jednoho dne mohou ztratit koncentraci a doplatí na to. Ještě jednou opakoval, že je to velmi nebezpečné, že jsou jen lidé a něco se stát může, protože ten oblouk je nelidský (myšleno z hlediska zabezpečení, pozn. ed.)
Představitelé ADIF i pětice bezpečnostních techniků, které úřady rovněž činily odpovědnými za neštěstí, byli později obvinění zproštěni. V únoru 2014 tak byl opět jediným obviněným v případu strojvedoucí Garzón. Další soud se očekává nejdříve v roce 2015